# Българско училище „Утринна звезда“ (Сан Антонио)
Българското училище „Утринна звезда“ е училище на българската общност в град Сан Антонио, щата Тексас, САЩ. Училището е открито през пролетта на 2008 г. с помощта на български родители. През учебната 2010/2011 г. в него се обучават 12 деца.